# 聖喬治宮

聖喬治宮

聖喬治宮（法語：Palais Saint-Georges）是位於法國城市雷恩的一座歷史建築。這座建築曾經是一座古修道院，在1670年改為現在的修道院建築。在法國大革命之後，修道院被迫關閉。1930年之後，聖喬治宮被列為法國的歷史紀念建築。